# Littleprincessemma
Littleprincessemma, född 27 februari 2006, är ett engelskt fullblod, som mest är känd som mamma till amerikanska Triple Crown-vinnaren American Pharoah.
Littleprincessemma föddes upp av Brereton C. Jones, och såldes 2006 för 135000 dollar, och igen året efter av Zayat Stables för 250000 dollar. Hon fick sitt namn efter Ahmed Zayats dotter, Emma. Hon är en fux med en bläs i ansiktet, en strumpa på hennes vänstra bakben och en strumpa på hennes högra bakben.

## Tävlingskarriär
Littleprincessemma sattes i träning hos Steve Asmussen. Hon tävlade två gånger, en gång på Churchill Downs och en gång på Saratoga Racecourse. Efter två starter var hennes tävlingskarriär tvungen att avslutas, på grund av en skada.

## Avelskarriär
Littleprincessemma var verksam som avelssto för Zayat Stables. Hon avlades men producerade inte ett föl under 2010. Hennes första föl och första vinnande avkomma var Xixixi, 2011, en hingst efter Maimonides. Hennes nästa föl var American Pharoah, 2012, som var efter Pioneerof the Nile.  Hösten 2011 hade hon skickats för försäljning då hon väntade American Pharoah, men gick inte igenom försäljningsringen.
Hon producerade inte ett föl 2013, men avlades igen med Pioneerof the Nile och producerade ett syskon till American Pharoah, ett föl, 2014. Fölet, vid namn American Cleopatra, tävlade för Zayats och hade en vinst och en andraplats på fyra starter innan hennes tävlingskarriär avslutades för att bli avelssto.
Littleprincessemma såldes igen på auktion för 2,1 miljoner dollar till Summer Wind Farm. Vid den tiden var American Pharoah två år gammal. I februari 2015 fick hon en hingst som senare fick namnet Irish Pharoah, som såldes till Coolmore Stud och döptes om till St Patrick's Day. Han sattes inledningsvis i träning hos Bob Baffert, men flyttades senare till Aiden O'Brien och flyttades till Irland.